# Trachypithecus phayrei
El lutung o langur de Phayre (Trachypithecus phayrei), es una especie de primate catarrino perteneciente a la familia Cercopithecidae que habita en el sureste de Asia. El nombre específico se puso en honor de Arthur Purves Phayre.
Su rango incluye Bangladés, este de la India, Birmania, sur de China, mitad norte de Tailandia, Laos y Vietnam.
Es principalmente arbóreo y se alimenta de hojas de un gran número de especies. Un estudio realizado en Tripura India, encontró que las principales especies son Albizzia procera, Melocanna bambusoides, Callicarpa arborea, Dillenia pentagyna, Litsea sp., Albizzia lebbek, Mikania scandens, Gmelina arborea, Artocarpus chaplasha, Syzygium fruticosum, Ficus fistulosa, Ficus racemosa, Ficus hispida, Ficus indica. Macaranga denticulata y Albizzia stipulata.
Se reconocen dos subespecies:
- T. phayrei phayrei
- T. phayrei shanicus

Hasta el 2009 se reconocía a T. phayrei crepusculus como una subespecie cuando Rasmus Liedigk et al. a partir de estudios filogenéticos propusieron subir al langur gris de Indochina al rango de especie: Trachypithecus crepusculus.